# Gabonjin
Gabonjin est une localité de Croatie située sur l'île de Krk et dans la municipalité de Dobrinj, comitat de Primorje-Gorski Kotar. En 2001, la localité comptait 177 habitants.

## Démographie
| 1948 | 1953 | 1961 | 1971 | 1981 | 1991 | 2001 |
| ---- | ---- | ---- | ---- | ---- | ---- | ---- |
| 333  | 306  | 222  | 196  | 180  | 199  | 177  |